# Ujazd
Ujazd [pronunciación en polaco: /ˈujast/] es un pueblo ubicado en el distrito administrativo de Gmina Wartkowice, dentro del Distrito de Poddębice, Voivodato de Łódź, en Polonia central. Se encuentra aproximadamente a 6 kilómetros al sureste de Wartkowice, a 9 kilómetros al noreste de Poddębice, y a 34 kilómetros al noroeste de la capital regional Lodz.